# Касетъчни боеприпаси
Касетъчните боеприпаси на немски: Streumunition и на английски: Cluster munition са множество малки експлозиви, събрани в бомба, ракета или артилерийски снаряд. Носителят се отваря по време на полет и те се разпръскват над обширен район, взривявайки се при удар.

## Употреба
Касетъчните боеприпаси се употребяват най-често срещу жива сила и бронирани машини.

## Критики
Употребата на касетъчни боеприпаси в населени места обикновено води до много тежки жертви сред цивилното население. Причините за това са две. Първата е широкият обхват, над който се разпръскват отделните експлозиви – често той надхвърля площта на три футболни игрища. Втората е, че между 1 и 40% от отделните заряди не успяват да се задействат при удар и на практика превръщат обстреляния район в минно поле. Малките експлозиви изглеждат безопасни и често не са по-големи от обикновена батерия. При контакт обаче те избухват. Децата често ги считат за играчки, което прави резултатите от използването им още по-трагични.
Според „Хендикап Интернешънъл“, в различни части на света има 440 000 000 неизбухнали касетъчни боеприпаси, които застрашават близо 400 000 000 души. Най-засегнатите от това явление страни са Афганистан, Камбоджа, Ирак, Лаос и Виетнам . Държави или отделни територии от някои държави, в които са били използвани такива боеприпаси, са на практика „замърсени“: там, където са използвани касетъчни боеприпаси съществува голяма вероятност от наличие на невзривени части от тези боеприпаси, подобно на минни полета. Затова се налага да се правят подробни карти и списъци за такива територии.

### Конвенция срещу касетъчните боеприпаси
През май 2008 на международна конференция в Дъблин е приет текстът на конвенция, имаща за цел забраната на използването, производството, складирането и трансфера на касетъчни боеприпаси. Държавите, които притежават най-крупни запаси от касетъчни боеприпаси – Русия, САЩ, Пакистан, Китай, Бразилия, Израел и Индия, отсъстват от конференцията. Към 2019 г. конвенцията е ратифицирана от 107 държави.
Конвенцията не покрива боеприпаси, които имат следните характеристики:
- Всеки боеприпас съдържа по-малко от десет експлозивни подбоеприпаса;
- Всеки експлозивен подбоеприпас тежи повече от четири килограма;
- Всеки експлозивен подбоеприпас е проектиран да открива и поразява единичен целеви обект;
- Всеки експлозивен подбоеприпас е оборудван с електронен механизъм за самоунищожение;
- Всеки експлозивен подбоеприпас е оборудван с електронна механизъм за самодезактивиране;

Тези изключения са причина за противоречия, тъй като боеприпаси като SMart 155 и BONUS са извън нейната дефиниция (имат по два подбоеприпаса и механизми за самоунищожение).

### България и конвенцията за касетъчните заряди
България като производител и притежател на касетъчни заряди се присъединява към конвенцията от нейното създаване. Към края на 2023 г. след няколко допълнителни споразумения все още не са унищожени всички налични количества от касетъчни боеприпаси. Според последното разширение на задълженията на страната, останалите неунищожени една трета от последния трети лот на боеприпаси трябва да бъде унищожен до края на 2023 г. от фирма в Италия. Средства за това предоставя посолството на САЩ в София. В България през този период са унищожени от частни фирми касетъчни боеприпаси от Словения и Кипър.

### Военен конфликт в Украйна
По време на този военен конфликт и двете страни,, които не са подписали конвенцията, са използвали касетъчни боерипаси. Първото сведение за това е използването на касетни боеприпаси още през 2014 г. срещу град Донецк от правителствените сили на Украйна. От юли 2023 г. САЩ започват да доставят касетъчни боеприпаси на Украйна.